# Энтандрофрагма цилиндрическая
Энтандрофрагма цилиндрическая, или Сапеле (лат. Entandrophragma cylindricum) — вид деревьев из семейства Мелиевые (Meliaceae). Произрастает в Центральной, Западной и Восточной Африке.

## Другие названия
Sapelewood (Нигерия), aboudikro (Берег Слоновой Кости), sapelli (Камерун).
Нередко из-за свойств, близких к махагони, сапеле называется африканским махагони. Иногда сапеле называют древесину близкородственного дерева сипо (Entandrophragma utile).

## Характеристика древесины
Спелая древесина по цвету очень изменчива — от светло-розового до красновато-коричневого, блестящая, очень декоративная. Некоторые участки распила имеют слабо контрастный полосатый рисунок. Древесина хорошо поддается механической обработке и полировке. При нанесении лака отдельные поры древесины могут выглядеть как едва заметные на общем фоне более светлые точки.
Твердость древесины по Бринеллю: 4,1—4,5.

## Применение
Из сапеле изготавливаются различные виды паркета, мебель. Кроме того, благодаря сложной волокнистой структуре для увеличения спектра резонансных частот сапеле используется в производстве музыкальных инструментов, в частности, электрогитар.